# Moe (Slang)

Wikipe-tan (Anthropomorphismus von Wikipedia) als Beispiel eines Moe-Charakters

Moe (萌え, [mo'e], wörtlich: Knospung) ist ein japanischer Slang-Ausdruck für Zuneigung zu Charakteren in Videospielen, Manga oder Anime. Die Bezeichnung tritt oft in Verbindung mit stereotypen Merkmalen auf. So beschreibt 眼鏡っ娘萌え (meganekko-moe, Brillenmädchen-Moe) die Eigenschaft, Charaktere mit Brillen (siehe auch: Meganekko) anziehend zu finden.
Der Begriff wird auch als Attribut für Mangas, die besonders niedliche Figuren beinhalten, verwendet oder beschreibt diese Figuren selbst. Er wird meist im Zusammenhang mit Mangas für männliches Publikum gebraucht, kommt jedoch zunehmend auch bei Shōjo-Mangas vor. In Bezug auf Anime- und Manga-Figuren kann der Begriff synonym für Kawaii verwendet werden.

## Merkmale von Moe

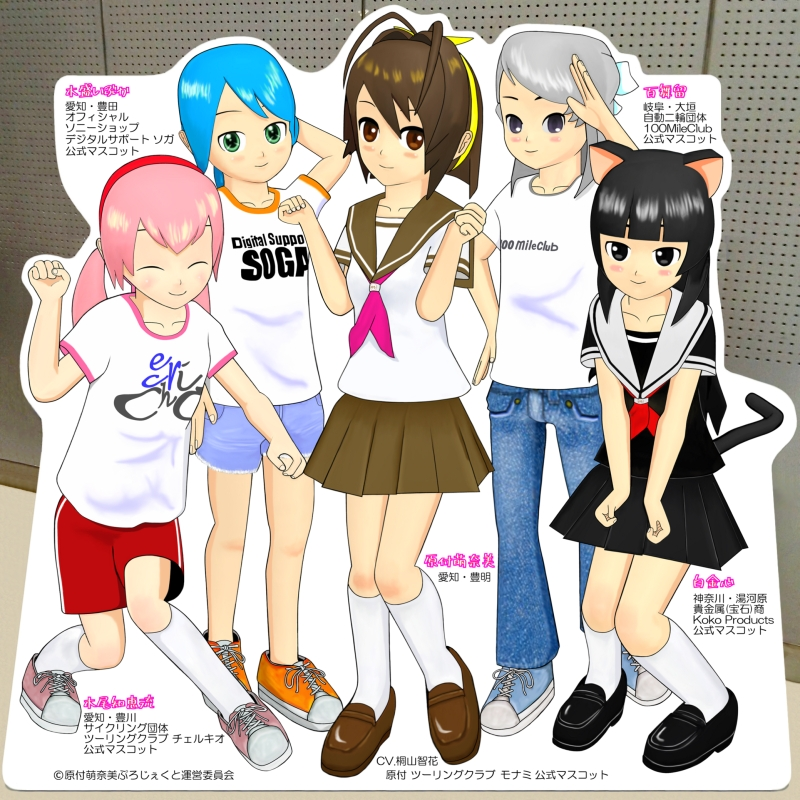
Beispiele für verschiedene Moe Charaktere.

Es werden vornehmlich weibliche Charaktere als moe bezeichnet, die bestimmte charakteristische und visuelle Kriterien erfüllen. Meist sind sie jung, unschuldig, niedlich (Kawaii) und besitzen bestimmte skurrile oder eigenartige Verhaltensweisen oder Angewohnheiten. Typische Vertreter dieser Art sind z. B. die Anime-Adaptionen von Kyōto Animation. Ein größerer Teil davon basiert auf Ren’ai-Adventures von Key, in denen mindestens eine der Protagonistinnen eine Art Sprachfehler aufweist. In Gesprächen verwendet daher Ayu Tsukimiya aus Kanon (2006) immer wieder das maskuline Personalpronomen boku (僕, dt. „Ich“), wenn sie von sich selbst spricht. Zu ihrer ungewöhnlichen Sprache gesellt sich der Laut ugū (うぐぅ). Jenen verwendet Ayu als Ausdruck eines bedrückenden Gefühls wie Frust oder Angst, jedoch mit derartiger Häufigkeit, dass er einem Sprachfehler nahekommt. Vergleichbare Charaktere finden sich ebenfalls in Air oder Clannad, bei denen es sich ebenfalls um Adaptionen von Key handelt. Aber auch in diversen anderen Werken finden sich diese Stereotype wieder. In Die Melancholie der Haruhi Suzumiya, ebenfalls adaptiert von Kyōto Animation, finden sich mit Mikuru Asahina und Yuki Nagato gleich zwei weitere Ausprägungen. Während Mikuru die niedliche Unschuld in Form eines schüchternen Mädchens mit aufrichtiger Persönlichkeit spielt, wird Yuki Nagato nahezu jeglichen Klischees einer verschlossenen Meganekko gerecht. Gesteigert wurde dies in der sehr erfolgreichen Serie K-On!, wo alle fünf weiblichen Hauptfiguren dem Moe-Schema gerecht werden. So sind sie zwar liebenswert, besitzen aber alle gewisse unterschiedlich stark ausgeprägte Schwächen. So sind sie teils überängstlich, naiv, verschlafen oder aufgedreht. Natürlich finden sich Figuren dieser Art auch in zahlreichen Animes anderer Studios oder Mangas verschiedenster Autoren wieder.